# Médiasambre
Le Médiasambre est un pôle audiovisuel de la RTBF et de Télésambre situé place de la Digue à Charleroi (Belgique).

## Histoire
Le nouveau bâtiment remplace un ancien parking.
La première pierre est posée le 11 février 2016 en présence du bourgmestre de Charleroi Paul Magnette, l'administrateur général de la RTBF Jean-Paul Philippot, le président du conseil d'administration de la RTBF Jean-François Raskin et le président du conseil d’administration de Télésambre Dimitri Kennes,.
Le chantier est terminé le 12 mai 2017.

## Architecture
Le bâtiment a une façade vitrée vers la place, favorisant les regards et apportant une grande luminosité à l'intérieur. Un choix architectural qui caractérise non seulement sa relation avec l'espace public mais aussi avec l'espace intérieur de travail. En outre, la grande quantité de lumière qui rentre est combinée à d'autres choix techniques pour réduire la consommation d'énergie et rendre le bâtiment durable. Il est doté de 98 panneaux photovoltaïques installés sur le toit, d'un système de récupération de la chaleur et de réutilisation de l'eau de pluie,. Ces éléments ont permis d'obtenir un label de haute performance énergétique Breeam very good ,. Le bâtiment répond également aux besoins acoustiques à la fois entre le lieu de travail et l'exposition avec l'espace public. Le bâtiment est sur quatre niveaux et comprend un studio de télévision de 200 m2, un studio visuel de 70 m2, un espace en duplex pour les salles de rédaction et des bureaux de Télésambre,.

### Revues
- « Grand Prix d'Architecture de Wallonie », Architrave, décembre 2017,  (ISSN 2295-5801) p. 43.